# Donald Piper
Donald Piper   (Peoria, 5 de març de 1911 - Temple City, 25 de març de 1963) fou un jugador de bàsquet estatunidenc que va competir durant la dècada de 1930.
El 1936 va prendre part en els Jocs Olímpics de Berlín, on guanyà la medalla d'or en la competició de bàsquet. Jugà a bàsquet universitari amb la Universitat de Califòrnia a Los Angeles.